# 池田繁美
池田繁美（日语：／ Ikeda Shigemi，1954年11月5日—2024年10月13日），日本男性美術監督。出身於東京都新宿區。
Ado Kosumo美術部門出身，離開後經歷了Group Tac和Studio UNI，其後成立個人工作室Atelier MUSA。東京設計學院動畫科畢業。

## 來歷
擔任美術監督的作品有《機動戰士鋼彈 逆襲的夏亞》、《機動戰士鋼彈0080：口袋裡的戰爭》、《∀鋼彈》、《機動戰士鋼彈SEED》等鋼彈系列作品，以及《Eldran系列》、《帝皇戰紀》、《犬夜叉》、《無限的未知》、《惑星奇航》等多數。
2009年擔任美術指導的《爆炸頭武士》（英語：Afro Samurai：Resurrection）成為日本動畫史上第一部獲得艾美獎個人部門審査員奬的動畫作品。

## 美術監督作品

### 電視動畫
1981年
- 百獸王五獅（—1982年）

1982年
- 戰鬥機甲薩芬格爾（—1983年）

1983年
- 聖戰士鄧拜音（—1984年）

1984年
- 重戰機L-Gaim（—1985年）

1986年
- 機動戰士鋼彈ZZ（—1987年）

1988年
- 魔神英雄傳（—1989年）

1989年
- 魔動王（—1990年）

1990年
- 魔神英雄傳2（—1991年）

1991年
- 閃電霹靂車
- 絕對無敵雷神王（—1992年）

1992年
- 元氣爆發伏魔金剛（—1993年）

1993年
- 熱血最強哥修羅（—1994年）
- 機動戰士V鋼彈（—1994年）

1994年
- 超變身俏妞（日语：超くせになりそう）（—1995年）

1995年
- 異次元的世界（—1996年）

1996年
- 奧運高手（—1997年）

1997年
- 大運動會（—1998年）

1998年
- Night Walker -深夜徘徊者-（日语：Night Walker -真夜中の探偵-）
- 餓沙羅鬼（—1999年）
- 吹波糖危機2040（—1999年）

1999年
- ∀鋼彈（—2000年）
- 無限的未知（—2000年）

2000年
- GEAR戰士電童（—2001年）
- 犬夜叉（—2004年）[4]

2001年
- 激鬥戰車（—2003年）

2002年
- 帝皇戰紀（—2003年）
- 機動戰士鋼彈SEED（—2003年）

2003年
- 惑星奇航（—2004年）

2004年
- GANTZ
- 下級生2 ～瞳孔中的少女們～
- 機動戰士鋼彈SEED DESTINY（—2005年）
- 烘焙王（—2006年）

2005年
- 甲賀忍法帖[5]
- BLACK CAT（—2006年）

2006年
- 吉宗（日语：吉宗 (パチスロ)#アニメ版）
- 王牌酒保
- 結界師（—2008年）

2007年
- 一騎當千 Dragon Destiny
- 爆炸頭武士
- 地球防衛少年
- 逮捕令 全速前進（—2008年）

2008年
- 十字架與吸血鬼
- 圖書館戰爭
- 一騎當千 Great Guardians
- 十字架與吸血鬼 CAPU2
- 深淵傳奇（—2009年）
- 武裝機甲（—2009年）

2009年
- 香格里拉
- 戰鬥司書 The Book of Bantorra（—2010年）
- 犬夜叉 完結篇（—2010年）

2010年
- SD鋼彈三國傳 Brave Battle Warriors（—2011年）

2011年
- X戰警 (2011年動畫)（日语：エックスメン (2011年のアニメ)）
- 魔乳秘劍帖

2012年
- 惡魔高校D×D
- 謎樣女友X
- 夏色奇蹟
- 能量獸之戰獸旋戰鬥

2013年
- 果然我的青春戀愛喜劇搞錯了。
- 薔薇少女 (新版)
- 幻想玩偶
- 惡魔高校D×D NEW
- BLAZBLUE ALTER MEMORY

2014年
- 世界征服 ～謀略之星～
- 健全機鬥士
- 大圖書館的牧羊人

2015年
- 純潔的瑪利亞
- 聖劍使的禁咒詠唱
- 雙槍激鬥
- OVERLORD
- 一拳超人 (第1期)
- 對魔導學園35試驗小隊（兼任美術設定）

2016年
- Active Raid -機動強襲室第八係-（兼任美術設定）
- PERSONA5 the Animation -THE DAY BREAKERS-

2017年
- 銀之守墓人

2019年
- 約定的夢幻島（兼任美術設定）
- 不吉波普不笑（與丸山由紀子連名[6]）
- 一拳超人 (第2期)（與丸山由紀子連名）

2020年
- 王之逆襲 意志的繼承者（日语：キングスレイド）（與丸山由紀子連名）
- 半妖的夜叉姬（—2022年，與丸山由紀子連名）

### 電影動畫
1988年
- 機動戰士鋼彈 逆襲的夏亞

1991年
- 機動戰士鋼彈F91

1995年
- 卡塔君物語（日语：カッタ君物語）

1998年
- 機動戰士鋼彈第08MS小隊：米拉的報告書

2002年
- 劇場版 ∀鋼彈I：地球光／II：月光蝶
- 劇場版 激鬥戰車：卡爾邦的挑戰！

2009年
- 爆炸頭武士：復活

2013年
- 劇場版 HUNTER×HUNTER -The LAST MISSION-[[[Wikipedia:格式手册/链接#章節|錨點失效]]]
- BAYONETTA BLOODYFATE

2018年
- 我的英雄學院THE MOVIE ～2人的英雄～

2019年
- HUMAN LOST 人間失格（日语：HUMAN LOST 人間失格）

### OVA
1987年
- HELL TARGET（日语：ヘル・ターゲット）
- DEAD HEAT（日语：デッドヒート (OVA)）

1988年
- 宇宙戰士

1989年
- 機動戰士鋼彈0080：口袋裡的戰爭

1990年
- SOL BIANCA（日语：SOL BIANCA）
- 魔動王（—1992年）

1995年
- 沈默的艦隊

1996年
- 機動戰士鋼彈 第08MS小隊（—1999年）

1999年
- 機動戰士鋼彈第08MS小隊 特別篇：最後的樂園

2000年
- 創世聖紀Devadasy（日语：創世聖紀デヴァダシー）

2002年
- 少女歌手 ～思想曲～（日语：カナリア 〜この想いを歌に乗せて〜）
- 娜考露露 ～來自某人的恩賜～

2006年
- 機動戰士鋼彈SEED C.E.73 STARGAZER

2008年
- 最遊記RELOAD -burial-

2009年
- GUNDAM PERFECT MISSION（日语：GUNDAM PERFECT MISSION）
- DOGS/BULLETS&CARNAGE（日语：DOGS/BULLETS&CARNAGE）

2010年
- 福星小子 障礙物游泳大會（日语：うる星やつら ザ・障害物水泳大会）
- 機動戰士鋼彈UC（—2014年）
- 亂馬½ 惡夢！春眠香（日语：らんま1/2 悪夢!春眠香）

2013年
- 鋼鐵人：噬甲病毒崛起

2015年
- 機動戰士鋼彈 THE ORIGIN（—2018年）

### 網路動畫
2005年
- 麟光之翼（—2006年）

2020年
- 魔神英雄傳 七魂的龍神丸

### 遊戲
1996年
- 恐怖校園（日语：トワイライトシンドローム）

## 相關項目
- 日本動畫師列表

## 外部連結
- ATELIER MUSA公式官網 （页面存档备份，存于） （日語）
- 池田繁美 （页面存档备份，存于） （日語）—allcinema（日语：allcinema）
- 池田繁美在動畫新聞網百科全書中的資料（英文）